# Тонке Драгт
Тонке Драгт (нід. Tonke Dragt; 1930—2024) — нідерландська письменниця у жанрі фентезі для дітей та підлітків
. Насамперед відома як авторка роману «Лист до короля» (1962).

## Біографія
Тонке Драгт народилася 12 листопада 1930 року у Батавії (нині Джакарта, Індонезія), на той час головному місті Нідерландської Ост-Індії. Під час Другої світової війни у 1942—1945 роках разом із матір'ю та сестрами знаходилася у японському таборі військовополонених. Після війни разом із сім'єю повернулася у Нідерланди та закінчила Академію витончених мистецтв у місті Гаага. згодом працювала як вчителька мистецтва у середній школі.
Свою літературну діяльність розпочала 1958 року, опублікувавши оповідання у дитячому журналі «Kris Kras». 1961 року видала свою дебютну книгу, збірку казок «Історії про братів близнят», в якій також помістила оповідки, вигадані під час свого перебування у таборі військовополонених, де коротала у такий спосіб час.
1962 року видала свій найвідоміший роман «Лист до короля», пригодницький фентезійний роман про лицарську добу. 1963 року роман став «Дитячою книгою року», нагорода яка стояла на предтечі нідерландської літературної премії «Золотий стилос». 2004 року «Лист до короля» здобув премію «Стилос зі стилосів» як найкраща нідерландська дитяча книга останніх п'ятдесяти років.
Драгт — авторка двох десяток книг. Події більшості її книг розгортаються у минулих часах, або далекому майбутньому, як-от у науково-фантастичному романі «Палкі ліси Венери» (1969). Персонажі її книг — це діти, які знаходяться у пошуках самих себе і часто порушують правила. 1976 року отримала Державну премію за літературу для дітей та молоді.

## Адаптації
- «Таємниця семи шляхів» (нід. De zevensprong), 1982, нідерландський телесеріал;
- «Лист до короля» (нід. De brief voor de koning), 2008, нідерландський фільм;
- «Лист до короля» (англ. The Letter for the King), 2020, нідерландсько-британський телесеріал.

## Переклади українською
- Тонке Драгт. Лист до короля. — Х. : Наірі, 2020. — 448 с. — ISBN 978-617-7314-53-9.